# Sterndill

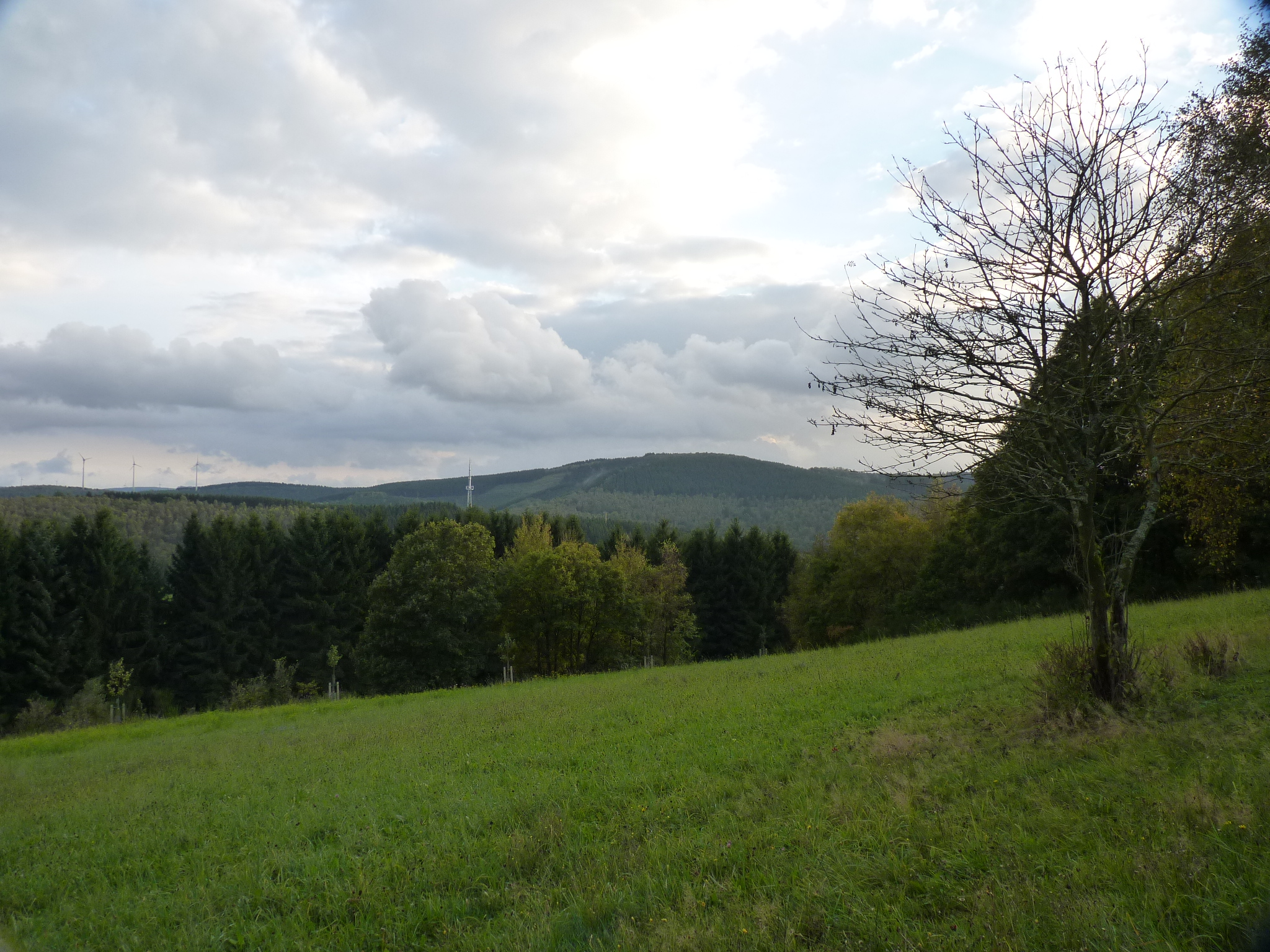
Ausblick vom Sterndill nach Südsüdwesten zum Haferhain

Der Sterndill zwischen der ehemaligen Ortschaft Nauholz und Grissenbach im nordrhein-westfälischen Kreis Siegen-Wittgenstein ist eine 470,1 m ü. NHN hohe Erhebung in den Siegerländer Rothaar-Vorhöhen.

## Geographie

### Lage
Der Sterndill erhebt sich in den Siegerländer Rothaar-Vorhöhen nahe der Grenze zum Rothaargebirge. Er befindet sich im Naturpark Sauerland-Rothaargebirge auf dem Bergrücken zwischen dem Tal des Grissenbach und jenem der Wüste Beienbach. Sein Gipfel liegt 1200 m (jeweils Luftlinie) nordwestlich des Ortskerns Grissenbachs, 1600 m südwestlich von jenem von Nauholz und etwa 1,4 km südöstlich des Ortskerns von Beienbach; sie alle sind Ortsteile von Netphen. Seine nördliche Nachbarerhebung ist der Nollenkopf (479,1 m).

### Naturräumliche Zuordnung
Der Sterndill gehört in der naturräumlichen Haupteinheitengruppe Süderbergland (Nr. 33) und in der Haupteinheit Siegerland (331) zur Untereinheit Siegerländer Rothaar-Vorhöhen (331.2).

### Berghöhe
Der Sterndill ist 470,1 m hoch. Etwa 50 m südsüdwestlich seines Gipfels ist auf topographischen Karten ein trigonometrischer Punkt auf 469,5 m Höhe verzeichnet.

### Fließgewässer
Auf dem Westhang des Sterndill entspringen zwei kurze namenlose Zuflüsse des Wüsten Beienbachs. Östlich liegt auf dem Übergangsbereich zum Nollenkopf die Quelle des Kälberseifen, einem Zufluss des Grissenbachs.

## Wandern
Über den Sterndill führt ein weit verzweigtes Wegnetz. Auf seinen Hängen verlaufen mehrere asphaltierte Wirtschaftswege.